# Clinantheae
Clinantheae, nekadašnji biljni tribus iz porodice zvanikovki, dio je potporodice Amaryllidoideae. Sastoji se od tri roda s ukupno najmanje 26 vrsta lukovičastih geofita sa zapada Južne Amerike. 
Novootkrivene vrste su Clinanthus milagroanthus, otkrivrena je 2016. godine i 2019. Pamianthe ecollis Silverst., Meerow & Sánchez-Taborda u kolumbijskom departmanu Cauca. Nova vrsta razlikuje se od dvije do sada poznate vrste Pamianthe po svojim žutim cvjetovima

## Rodovi
1. Clinanthus Herb., danas u tribusu Hymenocallideae.
2. Paramongaia Velarde, danas u tribusu Hymenocallideae.
3. Pamianthe Stapf, danas u tribusu Hymenocallideae.